# Łączna (powiat wałbrzyski)
Łączna (niem. Raspenau) – wieś w Polsce położona w województwie dolnośląskim, w powiecie wałbrzyskim, w gminie Mieroszów.
W latach 1975–1998 miejscowość należała administracyjnie do województwa wałbrzyskiego.

## Położenie
Łączna jest wsią ulicówką skupioną wokół drogi lokalnej Mieroszów–Chełmsko Śląskie biegnącej łagodną, falista linią z północnego wschodu na południowy zachód. Droga wiedzie dnem podmokłej doliny Czarciego Potoku między pasmami wzniesień: po zachodniej stronie wznoszą się Zawory, a po wschodniej Mieroszowskie Ściany. Zabudowa wsi składa się z pojedynczych budynków gospodarczo-mieszkalnych. Na południe od wsi, na szczycie góry wzniesiono pod koniec XIX w. pawilon widokowy.

## Turystyka
przez wieś prowadzą szlaki turystyczne:
- zielony – szlak graniczny z Tłumaczowa na Przełęcz Okraj
- niebieski – fragment Europejskiego Szlaku Długodystansowego z Mieroszowa do Chełmska Śl.

- atrakcją turystyczną są formacje skalne „Zapomniane Skałki” i „Czartowskie Skały’’ położone na północny wschód od wsi.
- ze szczytów skał roztaczają rozległe widoki na Sudety, a w szczególności na Góry Stołowe.
- w miejscowości znajduje się drugi ogród zoologiczny na Dolnym Śląsku – ZOO Łączna. Kolekcja obejmuje ok. 100 gatunków zwierząt z całego świata, m.in. tygrysy bengalskie, gibony, gerezy, surykatki, wilki polarne. Licznie reprezentowane są egzotyczne ptaki. ZOO otwarte jest przez cały rok.